# Сиєдиненіє
Сиєдине́ніє (болг. Съединение, до 1969 року Голямо Конаре болг. Голямо Конаре) — місто в Пловдивській області Болгарії. Адміністративний центр общини Сиєдиненіє.

## Населення
За даними перепису населення 2011 року у місті проживала 5661 особа.
Національний склад населення міста:
| Національність   | Кількість осіб | Відсоток |
| ---------------- | -------------- | -------- |
| болгари          | 4611           | 91,5%    |
| цигани           | 405            | 8,0%     |
| не визначились   | 15             | 0,3%     |
| Всього відповіли | 5038           |          |

Розподіл населення за віком у 2011 році:
Динаміка населення: